# История ФИФА

## Создание
В начале XX века руководители национальных футбольных ассоциаций стали осознавать необходимость образования международного органа, в рамках которого могли бы сотрудничать. Отчасти это было реакцией на огромный интерес, который вызывали международные матчи, а отчасти такое желание диктовалось надеждой, что подобная организация сможет добиться унификации правил игры. 21-23 мая 1904 года в Париже была назначена встреча футбольных деятелей, на которой планировалось утвердить новую международную футбольную организацию, на встрече присутствовали представители Голландии, Швейцарии, Дании, Бельгии, Франции, Швеции и Испании. По итогам трёхдневных заседаний, был одобрен устав новой организации. После подписания итогового соглашения футбольные ассоциации вышеназванных стран стали первыми членами ФИФА (плюс Германия, чей футбольный союз телеграфировал в Париж о своей готовности подписать соглашение). Официальной датой рождения ФИФА считается 21 мая 1904 года.

## Основные вехи развития

### Первый этап
История ФИФА делится на четыре периода. Первый длился примерно четверть века — это было время становления федерации. В то время ФИФА состояла из нескольких человек, добровольно принявших на себя руководящие функции и стремившихся утвердить своё право регулировать международные футбольные отношения. Федерацию раздирали внутренние конфликты, самым сложным из которых было противостояние с британской Футбольной ассоциацией, считавшей футбол исключительной прерогативой британцев. В то время у ФИФА не было штаб-квартиры, постоянных сотрудников, под эгидой организации не проводилось никаких соревнований.

### Второй этап
Начало второго этапа в истории ФИФА — периода консолидации — было ознаменовано рядом событий: основание штаб-квартиры в Цюрихе, проведением первого чемпионата мира в 1930 году, введение постоянной должности генерального секретаря. Цель ФИФА на данном этапе, состояла в собрании воедино всех футбольных ассоциаций мира, и превращением недавно появившегося на свет Кубка мира в событие мирового масштаба. Бесспорно, выход из Федерации Великобритании и отказ Советского Союза вступать в неё несколько ограничил влияние ФИФА, но при этом организация была признана руководителями мирового футбола и в Южной Америке и на европейском континенте.

### Третий этап
После Второй мировой войны ФИФА вступила в новую стадию своего развития. Это был период бурного роста. Возвращение британцев и долгожданное присоединение Союза Советских Социалистических Республик упрочили позиции организации на международной арене. Разрушение колониальной системы на Африканском континенте пополнило ряды организации новыми членами. Создание футбольных конфедераций на всех континентах и сложные взаимоотношения между этими образованиями, довольно сильно усложнили для ФИФА процесс управления. В это время была запущена программа подготовки судей, призванная выработать единую трактовку правил игры на всех континентах. Распространению футбола на планете в значительной степени способствовали и телевизионные трансляции.

### Четвертый этап
В четвёртый этап своего развития организация вступила в 1979 году, после возвращения в свои ряды Китайской Народной Республики, отныне ФИФА превратилось в глобальное футбольное сообщество, насчитывающие в своём составе больше членов, чем ООН. Доходы организации существенно возросли благодаря либерализации телевизионного футбольного рынка, активной маркетинговой политике и сбыту разнообразной футбольной продукции и атрибутики. Количество футбольных турниров под эгидой ФИФА постепенно начало расти, в 1977 году состоялся первый чемпионат мира среди юношей моложе 20 лет, за ним последовал юниорский турнир (до 17 лет), чемпионат мира среди женщин и мировое первенство по футзалу.

## Список президентов ФИФА
|    | Имя                | Страна            | Срок       |
| -- | ------------------ | ----------------- | ---------- |
| 1. | Робер Герен        | Франция           | 1904—1906  |
| 2. | Дэниэл Вулфолл     | Англия            | 1906—1918  |
| 3. | Жюль Риме          | Франция           | 1921—1954* |
| 4. | Рудольф Селдрейерс | Бельгия           | 1954—1955  |
| 5. | Артур Дрюри        | Англия            | 1955—1961  |
| 6. | Стэнли Роуз        | Англия            | 1961—1974* |
| 7. | Жоао Авеланж       | Бразилия          | 1974—1998* |
| 8. | Зепп Блаттер       | Швейцария         | 1998—2016  |
| 9. | Джанни Инфантино   | Швейцария, Италия | с 2016     |

Примечание: * обозначает людей, после отставки которых было присуждено звание Почетного президента ФИФА.